# Juan Bautista Romero (pintor)
Juan Bautista Romero, (1756 - c.1804), va ser un pintor valencià.
S'ignora tot allò relacionat amb la seva formació com a pintor, però és possible que s'iniciés a l'escola de la Reial Fàbrica de seda, or i plata dels Cinc Gremis Majors. És probable que en 1780 contragués matrimoni, la qual cosa indicaria que en aquest any o poc abans era ja un mestre independent, ja que en 1781 va néixer el seu primer fill, com ell anomenat Joan Baptista i pintor de flors, igual que el seu altre fill, Vicent.
 Datats en aquest mateix any es conserven dos bodegons de fruites, flors i hortalisses (la Primavera i l'Hivern) que podrien haver format part d'una sèrie de les quatre estacions. Hi demostra ja bon domini en la forma de representar els objectes, encara que la seva composició resulta una mica arcaica i deutora de la pintura de Félix Lorente.
Es va presentar en 1783 al Concurs general de la Reial Acadèmia de Belles Arts de Sant Carles optant sense èxit al premi de flors. Potser a causa d'aquest fracàs es va traslladar a Madrid per perfeccionar-se en la Reial Acadèmia de Belles Arts de San Fernando, encara que no va trigar a retornar a València per ingressar a l'Escola de Flors oberta allà en 1784. En 1785 i de nou en 1795 va obtenir el primer premi de flors de l'Acadèmia de Sant Carles.
De 1796, signats i datats, són dos bodegons de flors que va regalar a Manuel Godoy, ministre i favorit dels reis espanyols, i es conserven actualment a l'Acadèmia de San Fernando, obres de gust refinat molt característiques del millor de la seva producció. Probablement per mediació del privat, al febrer de 1797 va començar a treballar en la Reial Fàbrica de Porcellana del Buen Retiro. El treball a la fàbrica de porcellanes, encara que li resultés ingrat i es rebutgés la seva pretensió d'acudir-hi només als matins, no li va impedir continuar amb la pràctica independent de la pintura a l'oli. Així, dues natures mortes amb hortalisses i fruites pertanyents a la col·lecció reial (Patrimoni Nacional) estan datats en 1800, i consta documentalment que aquest mateix any va ser enviat a treballar a la Real Casa del Labrador d'Aranjuez, juntament amb Zacarías González Velázquez.
Separat de la seva família i amb problemes de salut, no devia trobar-se còmode amb el seu treball a la fàbrica, ja que en un parell d'ocasions va sol·licitar i se li va concedir permís per a retornar a la seva terra per sanar-se. L'última a 1802 abans de la seva mort, de la qual es desconeix data i lloc, tot i que al novembre de 1804 la seva ja vídua va demanar que se li reconegués el seu dret a una pensió, que li va ser denegada perquè «el seu difunt marit no va realitzar servei a la Fàbrica sinó al contrari».